# أندرس كرون
أندرس كرون هو مهندس نرويجي، ولد في 15 نوفمبر 1987 في ستافانغر في النرويج.

## وصلات خارجية
- الموقع الرسمي